# Pribitkovići
Pribitkovići (en cyrillique : Прибитковићи) est un village de Bosnie-Herzégovine. Il est situé dans la municipalité de Banovići, dans le canton de Tuzla et dans la fédération de Bosnie-et-Herzégovine. Selon les premiers résultats du recensement bosnien de 2013, il compte 504 habitants. 

## Démographie

### Évolution historique de la population
| 1948 | 1953 | 1961 | 1971 | 1981 | 1991 | 2013 |
| ---- | ---- | ---- | ---- | ---- | ---- | ---- |
| -    | -    | 81   | 107  | 698  | 798  | 504  |

|  |

### Communauté locale
En 1991, la communauté locale de Pribitkovići comptait 1 375 habitants, répartis de la manière suivante :